# Micrathyria artemis
Micrathyria artemis är en trollsländeart som beskrevs av Friedrich Ris 1911. Micrathyria artemis ingår i släktet Micrathyria och familjen segeltrollsländor. IUCN kategoriserar arten globalt som livskraftig. Inga underarter finns listade i Catalogue of Life.